# Stichopathes dissimilis
Stichopathes dissimilis är en korallart som beskrevs av Louis Roule 1902. Stichopathes dissimilis ingår i släktet Stichopathes och familjen Antipathidae. Inga underarter finns listade i Catalogue of Life.